# 洛姆市鎮
43°48′N 23°16′E / 43.800°N 23.267°E

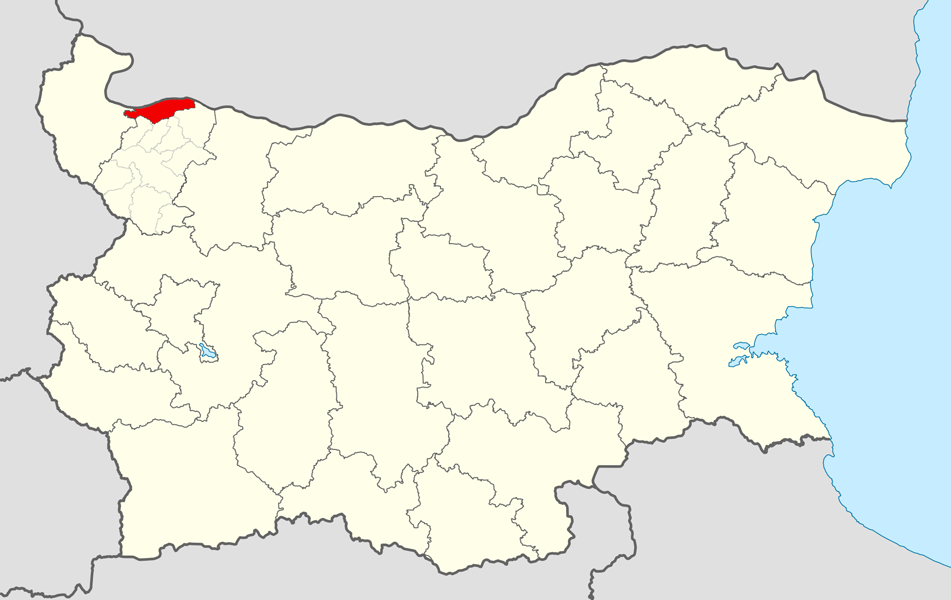

洛姆市，是保加利亞的城鎮，位於該國西北部，由蒙塔納州負責管轄，首府設於洛姆，面積324平方公里，2009年人口36,400，人口密度每平方公里112.38人。